# Alió
Alió  es un municipio de la comarca del Alto Campo, situado en el centro de la misma, en el llano de Valls, en la provincia de Tarragona, comunidad autónoma de Cataluña, España.

## Geografía humana

### Demografía
Cuenta con una población de 504 habitantes (INE 2024).
| Gráfica de evolución demográfica de Alió entre 1842 y 2021                                                            |
| |
| Población de derecho según los censos de población del INE. Población de hecho según los censos de población del INE. |

| 1900 | 1930 | 1950 | 1970 | 1981 | 1986 |
| ---- | ---- | ---- | ---- | ---- | ---- |
| 690  | 506  | 492  | 363  | 348  | 351  |

### Economía
Agricultura de secano y avicultura.

## Monumentos y lugares de interés
- Iglesia de San Bartolomé, de estilo barroco y neoclásico.
- Núcleo urbano de carácter medieval.